# Lineal (distribución comercial)

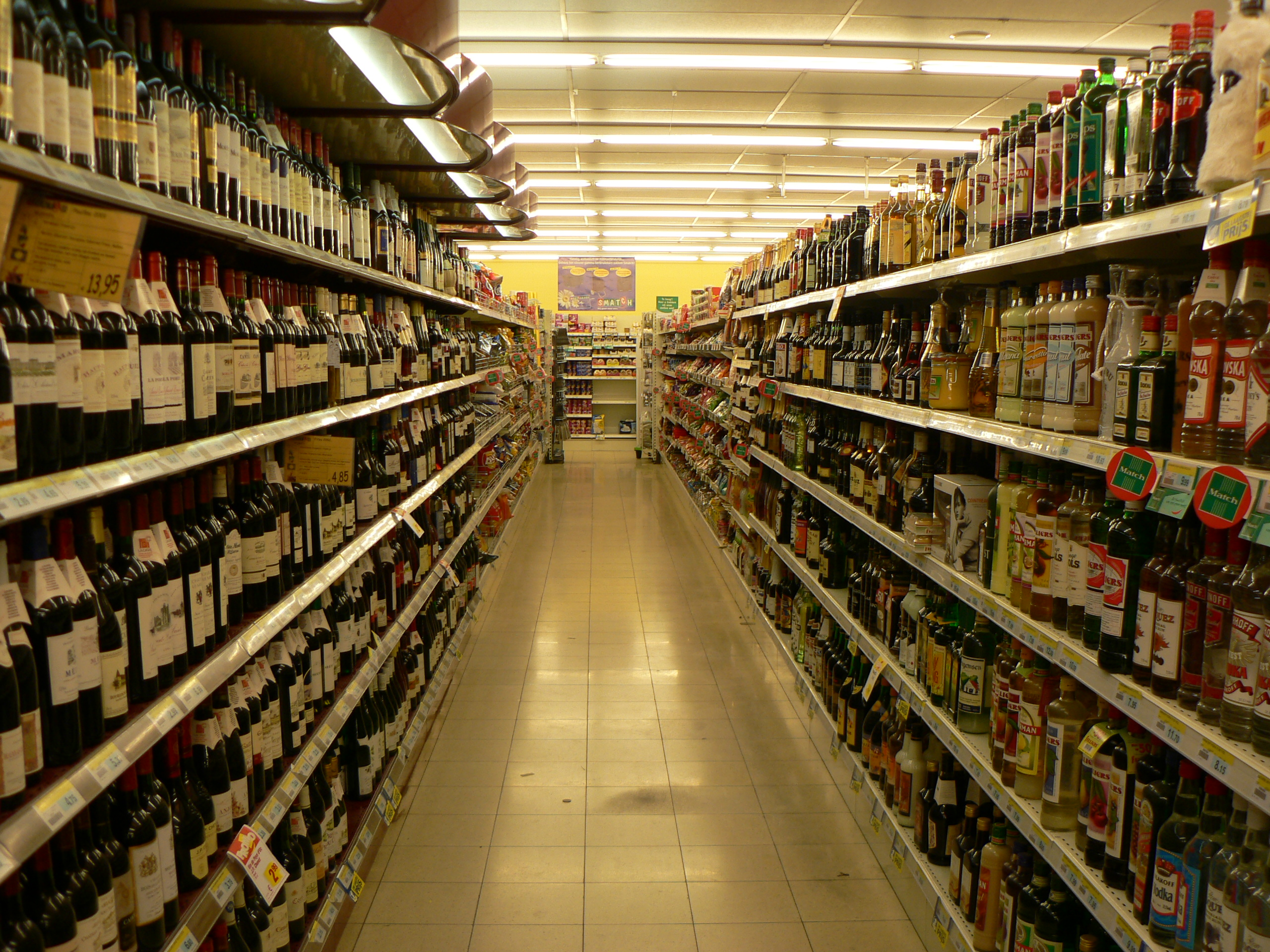
Lineales en un supermercado.

En el ámbito de la distribución comercial, se llama lineal a la medida longitudinal del espacio donde se presentan o exponen los productos para su venta en régimen de autoservicio. 
Este espacio está compuesto por todos los muebles en los que se expone el surtido a la venta: góndolas, expositores, mostradores, vitrinas y cámaras frigoríficas de productos refrigerados y congelados.
Se pueden distinguir dos conceptos de lineal:
- Lineal a ras de suelo: la longitud de los muebles expositores  de que dispone el establecimiento medida a ras del suelo.
- Lineal desarrollado: la longitud total de exposición de los artículos dentro del establecimiento, resultado de multiplicar el valor anterior por el número de alturas de exposición.

Al tener en cuenta solamente la longitud de la exposición, el lineal no mide la capacidad de la capacidad de almacenamiento en el punto de venta. Para calcularla, hay que tener en cuenta igualmente la profundidad, que, en el caso de una góndola, suele ser de 45 cm. En el caso del lineal a ras de suelo, habrá que tener también en cuenta el número de alturas: en una góndola se coloca un número diferente de estantes en función de la altura de los productos que se coloquen en ellos.

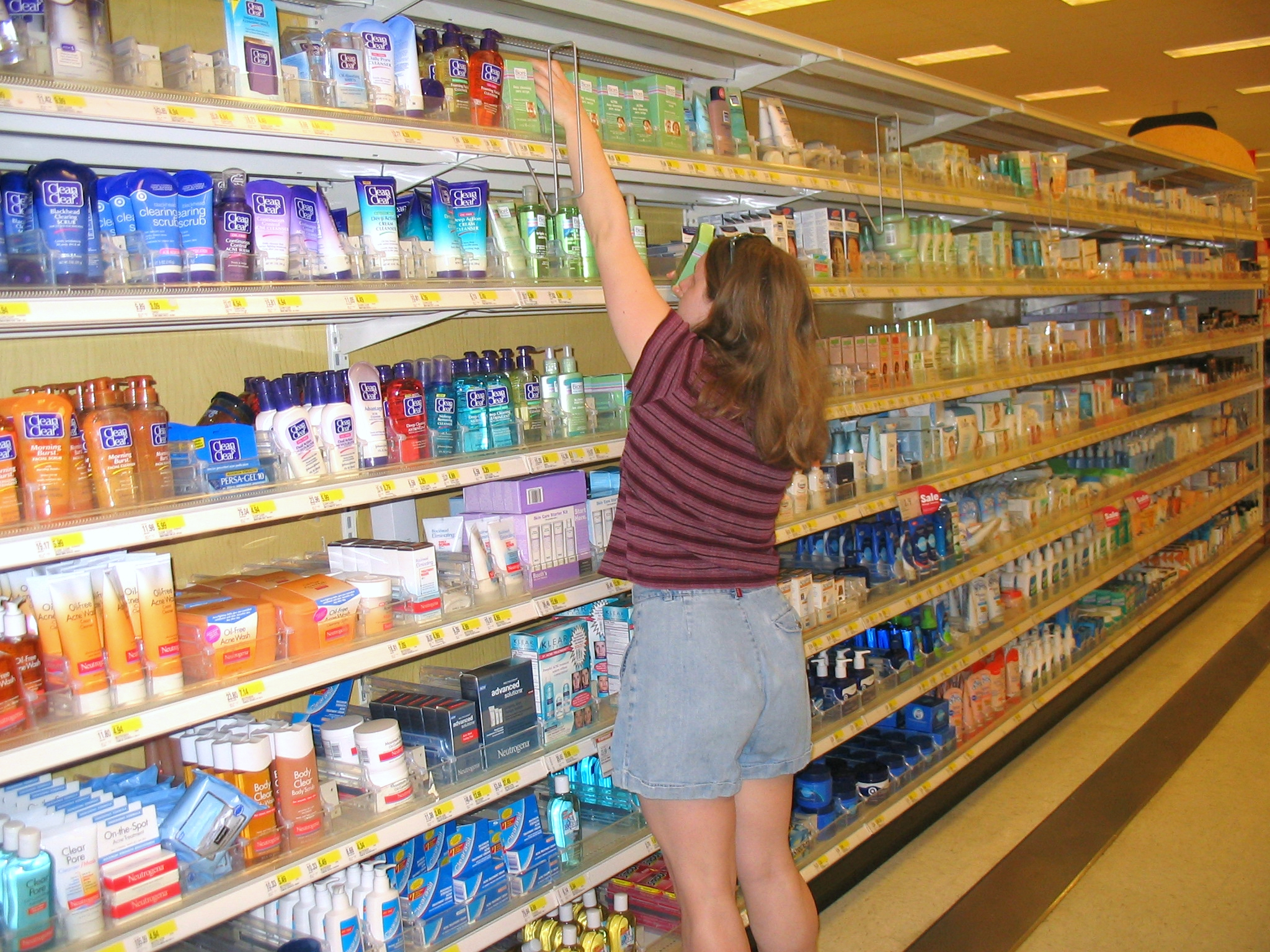
Góndola con artículos para el cuidado de la piel.

Las ventas de un producto están directamente relacionadas con la superficie expuesta sobre el lineal de la tienda. Además, existen longitudes mínimas por debajo de las cuales el cliente es incapaz de ver el producto (cifradas en 30 cm. por algunos estudios) y longitudes máximas que pueden venir fijadas por la política del establecimiento.
Por lo tanto, una correcta asignación de espacios constituye una de las herramientas más importantes de ventas con que cuenta el responsable del establecimiento. La asignación de espacios en el lineal puede hacerse atendiendo a diferentes criterios:
- Volumen de ventas. El producto ocupa una superficie proporcional a su cifra de ventas en el establecimiento.
- Beneficio bruto. El producto ocupa una superficie proporcional al beneficio que proporciona al establecimiento.
- Cuota de mercado. Cuando un establecimiento comercial no ha vendido con anterioridad un artículo o un tipo de productos empieza por asignar al producto una superficie equivalente a su cuota de mercado según estudios realizados en la zona o en establecimientos de similares características.
- Beneficio directo del producto. El reparto es proporcional a este concepto, que considera los costes de almacén, de transporte, de la sala de ventas y de administración para calcular el beneficio (el criterio del beneficio bruto no considera estos costes).
- Período de reaprovisionamiento. Se asigna la longitud necesaria para almacenar la cantidad vendida (demanda media) durante el tiempo entre dos pedidos.

La fórmula correcta de asignación debe tener en cuenta además un buen equilibrio de productos dentro de una misma familia incluyendo:
- Productos notorios. Productos con buena imagen de marca que otorgan prestigio al establecimiento.
- Productos de compra frecuente. Artículos imprescindibles que deben figurar, con una extensión adecuada, en todo establecimiento. Estas referencias constituyen un necesario foco de atracción hacia la sección.

## Relación entre el lineal y las ventas
Algunos estudios revelan que el incremento de ventas en función del incremento de la superficie expuesta describe una curva en forma de S. Es decir, las ventas permanecen estables hasta alcanzar una determinada superficie momento en que se produce un incremento notable de ventas. A partir de entonces, para mayores extensiones el aumento deja de ser significativo. No obstante, se estima que el comportamiento difiere en función del tipo de producto:
- Productos de compra habitual. En este caso, la línea describe un alto crecimiento en un primer momento para mantenerse estable a partir de entonces. Es decir, en el momento en que el producto se hace visible en el lineal se produce el incremento de ventas pero éstas se mantienen estables.
- Productos en cuya venta no influye el lineal. Se trata de los productos de compra necesaria (pan, aceite, sal, etc.) y de compra específica (productos dietéticos, papillas infantiles, etc.) en los que el incremento de ventas describe una línea recta. Esto se produce porque el comprador busca el producto sin dejarse influir por la superficie de exposición.
- Productos de compra espontánea. Se trata de productos de compra por impulso o no planificada en cuyo caso la superficie expuesta influye decisivamente en la decisión de compra.